# 紫草目
紫草目是真雙子葉植物菊类植物下的一個目。該目包含了紫草科和許多其他的科，總共有大約125個屬和2,700個種，有草本、灌木、喬木和藤本植物，分布於全世界。

## 分類

### 歷史
現在的紫草目可以追溯到1789 年，當時法國植物學家安托万·罗兰·德朱西厄將一組植物定義為Boragineae科，包含了現在紫草科的模式屬玻璃苣属。1853年，约翰·林德利將該科改名為Boraginaceae，也就是目前紫草科所使用的科名。
德朱西厄將紫草科分為五個類群，從這時開始，紫草科就被認為是一個包含了許多亞科的大科，或是彼此關係相近的眾多小科。該科曾經被分類在較高級的分類單元之下，直到1926年，约翰·哈钦松建立了紫草目，包含了紫草科。
儘管紫草目作為一個目在眾多植物分類系統中被承認，但卻並未受到主流的克朗奎斯特分类法和初代APG分類法的承認。在克朗奎斯特分类法中，紫草科（包含了破布子科、厚殼樹科和天芹菜科）和蓋裂寄生科被分類到唇形目，而水葉科則被歸類到茄目。
APG對紫草科進行了廣泛的研究，包含了傳統定義上的水葉科和蓋裂寄生科，最近的分子系统发生学研究表明，紫草科是這兩個科的並系群。APG III將紫草科歸類於I類真菊分支（唇形類植物）之中，但沒有被歸類到任何一個目；該科與其他同屬I類真菊分支的其他目的關係仍然不清楚。根據DNA測序的結果，在選定的基因組中，紫草目被鑑定為唇形目的姊妹群，但該結果只有65%的最大節點支持率。
在2016年的APG IV分類系統中，紫草目是一個只包含了紫草科一個科的小目，包含了曾經的多瓣紫草科。當APG IV的分類達成共識時，並沒有足夠的證據可以進一步劃分這個單系群。

### 紫草目種系發生學組
在APG IV發布後，為了釐清紫草科的內部關係，一個類似APG小組的研究組，即紫草目種系發生學組（Boraginales Working Group）創立了。
經過研究，他們將該科分成了11個科，包含了原本的紫草科、破布子科、厚殼樹科、天芹菜科和水葉科等。其中有些是單型的科。如果紫草科包含了多瓣紫草屬和蒴紫草屬，則很難定義紫草科的共同形態特徵。多瓣紫草屬一直被認為是水葉科中一個很不尋常的屬，不過在1998年，一項分子系统发生学的研究表明該屬的親緣關係比較接近紫草科，於是後來多瓣紫草屬和蒴紫草屬都被歸類成獨立的科。
缺乏葉綠素的全寄生植物蓋裂寄生屬和穗沙菰屬曾經被分類為獨立的蓋裂寄生科，但現在已知該科其實是厚殼樹科下的一支演化支。一些研究表明，如果罈冠花族屬於水葉科，那麼水葉科將是一個並系群，但還需要更多研究才能解決這個問題。
單柱花屬的分類地位偶爾會受到質疑，直到一項2014年的研究證實了單柱花屬是破布子科的姊妹群。
自從亞薩格雷將田基麻屬放置在水葉科之下後一個多世紀以來，人們一直認為田基麻屬屬於水葉科，但現在已知田基麻屬屬於茄目，是密穗桔梗科的姊妹群。
鼠莉木屬長期以來被認為是一個異類，通常被分類在紫草目中，但該分類經常被懷疑。分子生物學的證據認為該屬是胡蔓藤科的姊妹群，並且該屬現已被併入該科。
本目包括以下科：
- 紫草科 Boraginaceae
- 多瓣紫草科 Codonaceae
- 生果草科 Coldeniaceae
- 破布子科 Cordiaceae
- 厚殼樹科 Ehretiaceae
- 天芹菜科 Heliotropiaceae 
  - 天剑菜属 Euploca Nutt.
  - 天芥菜属 Heliotropium L.
  - 香漆木属 Ixorhea Fenzl
  - 兵藤属 Myriopus Small
  - 紫丹属 Tournefortia L.
- 單柱花科 Hoplestigmataceae
- 水葉科 Hydrophyllaceae
- 蓋裂寄生科 Lennoaceae
- 罈冠花科 Namaceae
- 蒴紫草科 Wellstediaceae

### 歷史資料
- Berchtold, Friedrich von; Presl, Jan Svatopluk. .  [On the Nature of Plants]. Prague: Krala Wiljma Endersa. 1820: 244.
- Jussieu, Antoine Laurent de. . . Paris. 1789: 128–132. OCLC 5161409.
- Lindley, John. .  3rd. London: Bradbury & Evans. 1853: 655–656 [1846]  [2023-01-05]. （原始内容存档于2020-08-05）.